# Sphacelodes floridensis
Sphacelodes floridensis är en fjärilsart som beskrevs av Holland 1884. Sphacelodes floridensis ingår i släktet Sphacelodes och familjen mätare. Inga underarter finns listade i Catalogue of Life.